# Наталя Буковецька
Наталя Буковецька, до шлюбу Качмарек (пол. Natalia Bukowiecka; нар. 17 січня 1998) — польська легкоатлетка, яка спеціалізується у бігу на короткі дистанції.

## Життєпис
Олімпійська чемпіонка у змішаному естафетному бігу 4×400 метрів (2021). Перемога була здобута з новим рекордом Європи в цій дисципліні (3.09,87).
Срібна олімпійська призерка у жіночій естафеті 4×400 метрів (2021).
Срібна призерка чемпіоната світу в приміщенні у жіночій естафеті 4×400 метрів (2018; виступала в забігу).
Срібна призерка Світових естафет у жіночій естафеті 4×400 метрів (2021).
Чемпіонка Європи з бігу на 400 метрів (2024) та у жіночій естафеті 4×400 метрів (2018; виступала в забігу). Срібна призерка чемпіонату Європи з бігу на 400 метрів та у жіночій естафеті 4×400 метрів (2022).
Бронзова призерка чемпіонату Європи в приміщенні у жіночій естафеті 4×400 метрів (2021).
Переможниця командного чемпіонату Європи у бігу на 400 метрів та в естафеті 4×400 метрів (2021).
Дворазова чемпіонка Європи серед молоді у бігу на 400 метрів та в естафеті 4×400 метрів (2019).
Чемпіонка Польщі у бігу на 400 метрів (2021) та в естафеті 4×400 метрів (2020).
Тренується у Вроцлаві під керівництвом польського спеціаліста Марека Рожея (пол. Marek Rożej).
Випускниця Вроцлавської академії фізичного виховання (пол. Akademia Wychowania Fizycznego we Wrocławiu) за напрямком фізіотерапії.
28 вересня 2024 року одружилася з легкоатлетом Конрадом Буковецьким і взяла його прізвище.

## Основні міжнародні виступи
| Рік  | Змагання                       | Місто     | Місце            | Дисципліна        | Примітки         |
| ---- | ------------------------------ | --------- | ---------------- | ----------------- | ---------------- |
| 2015 | Чемпіонат світу серед юнаків   | Калі      | 2пф3             | 400 м             |                  |
| 2015 | 4×400 м                        |           |                  |                   |                  |
| 2016 | Чемпіонат світу серед юніорів  | Бидгощ    | 2пф6             | 400 м             |                  |
| 2016 | 4×400 м                        |           |                  |                   |                  |
| 2017 | Чемпіонат Європи серед юніорів | Гроссето  |                  | 400 м             |                  |
| 2017 | 4×400 м                        |           |                  |                   |                  |
| 2018 | Чемпіонат світу в приміщенні   | Бірмінгем | 2                | 4×400 м           |                  |
| 2018 | Чемпіонат Європи               | Берлін    | 1                | 4×400 м           |                  |
| 2019 | Чемпіонат Європи серед молоді  | Євле      | 1                | 400 м             | Відео на YouTube |
| 2019 | 1                              | 4×400 м   | Відео на YouTube |                   |                  |
| 2021 | Чемпіонат Європи в приміщенні  | Торунь    | 3                | 4×400 м           |                  |
| 2021 | Світові естафети               | Хожув     | 2                | 4×400 м           | Відео на YouTube |
| 2021 | Командний чемпіонат Європи     | Хожув     | 1                | 400 м             | Відео на YouTube |
| 2021 | 1                              | 4×400 м   | Відео на YouTube |                   |                  |
| 2021 | Олімпійські ігри               | Токіо     | 1                | 4×400 м (змішана) | Відео на YouTube |
| 2021 | 3пф4                           | 400 м     |                  |                   |                  |
| 2021 | 2                              | 4×400 м   | Відео на YouTube |                   |                  |